# Valentino Fioravanti
Valentino Fioravanti (Róma, 1769. szeptember 11. – Capua, 1837. június 16.) olasz zeneszerző.

## Életútja
Nápolyban tanult, ugyanitt 1788-ban színre hozta első vígoperáját, 1801-től 1807-ig Lisszabonban volt a királyi opera intendánsa, innen Párizsba ment, ahol sikerei már megelőzték. Párizsban a Virtuosi ambulanti (1807) akkora diadalt vívott ki, hogy még Napóleon császár poroszországi diadalaitól is elvonta a közfigyelmet. Nápolyban élt, amikor 1816-ban a római Szent Péter-bazilika karnagyául nevezték ki; ezóta egyházi zenét szerzett, de amely már nem oly becses, mint vidám operái. Utóbbiak közül A párisi foltozó varga, a Vándor komédiások, és a Falusi énekesnők (Le cantatrice villane) a legjobbak, Cimarosa dalművei mellé helyezhetők. Fia, Vincenzo Fioravanti szintén vígoperákat irt, de közepes sikerrel.

## Művei
- Camilla
- Il furbo contr'il furbo
- Il fabbro Parigino
- I virtuosi ambulanti
- I viaggiatori ridicoli
- Le cantatrici villane